# Zdzisław Beksiński

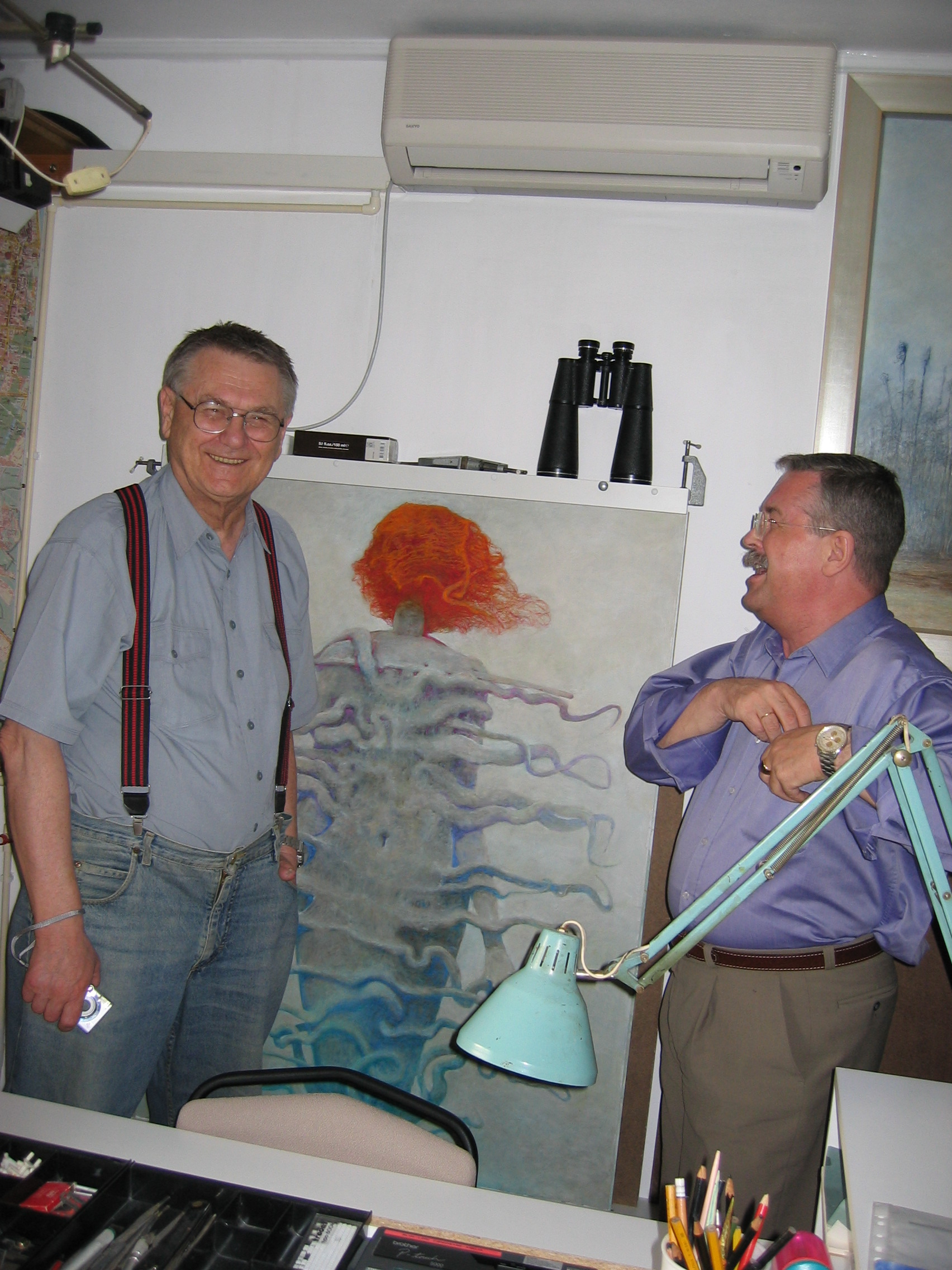
Zdzisław Beksiński, (2003)

Zdzisław Beksiński (prononcé en polonais : /ˈzd͡ʑiswaf bɛkˈɕiɲskʲi/), né le 24 février 1929 à Sanok et mort le 21 février 2005 à Varsovie, est un peintre, photographe, dessinateur et sculpteur polonais.
Ses œuvres étaient de tendance surréaliste et fantastique.

## Biographie

### Enfance et formation
Beksiński voit le jour à Sanok, petite commune agreste du sud-est de la Pologne. 
Après avoir étudié l’architecture à Cracovie, il retrouve sa ville natale où il travaille pendant quelques années en tant que chef de chantier.
Commence alors à poindre son intérêt pour la photographie d’art, le photomontage, la sculpture et enfin le dessin. Ses premières réalisations sculpturales sont en plâtre, en métal, voire en fil de fer. En rupture abrupte, ses photographies, en noir et blanc, relèvent du genre figuratif, et comportent bon nombre de visages affouillés, de paysages ravagés et de corps déchus. Sur des clichés où l’outrance seule est concevable se pressent les images de poupées cauchemardesques, rappelant celles de Hans Bellmer, aux faces à moitié arrachées.

### Meurtre
Beksiński est retrouvé mort, le 21 février 2005, dans son appartement de Varsovie. Il a reçu 17 coups de couteau. Le fils de son factotum, Robert Kupiec, 20 ans, est arrêté peu après. Après être passé aux aveux, il est condamné à vingt-cinq années d’emprisonnement, et son complice Łukasz Kupiec, 17 ans, à cinq années d’emprisonnement. Selon les dires de l’assassin, le mobile est un refus de prêt de la part de Beksiński. Les deux hommes ont volé deux appareils photo et une centaine de disques CD, sans toucher aux toiles du peintre.

### Vie privée
Ayant eu une vie particulièrement éprouvante, ses dernières années furent beaucoup plus compliquées. Son épouse, Zofia, dont il était très épris, meurt dans des circonstances cruelles. Un an plus tard, à la veille de Noël de 1999, son fils Tomasz, présentateur à la radio, se suicide après avoir fait plusieurs tentatives.

## Carrière
Dès 1964, Beksiński centre son activité artistique sur la seule peinture. À rebours de son travail sculptural fait d’abstractions, ses premières « huiles » ne tolèrent que la figuration, sur laquelle il se focalisera d'ailleurs jusqu'à sa mort. 
De 1970 à environ 1990, sa création est visitée par une inspiration fantastique où il excelle ; conquis et émerveillé, le public lui manifeste son admiration.
Ses créations aux dimensions mythiques mettent en scène des squelettes jonchant des déserts post-apocalyptiques, des zombies et d'autres morts-vivants hagards renvoyant aux notions de sacrilège et de profanation. Y sont délibérément bafoués le « bon goût » trop convenu, la décence et la sérénité ; Beksiński propose des images de la mort, de la décomposition, de la dégradation, peintes avec force détails et une grande précision.
Sa première grande exposition de peinture, organisée en 1964 à Varsovie par le critique d'art Janusz Bogucki, est un grand succès et tous les tableaux exposés sont vendus. Au cours des années 1980, les travaux de Beksiński acquièrent une renommée internationale, d'abord en France, puis en Allemagne, en Belgique et au Japon grâce aux efforts de Piotr Dmochowski (pl), son ami et propagateur. Celui-ci présente plusieurs expositions du peintre, édite des publications sur papier et produit un film sur l'artiste Hommage à Beksiński. Il crée aussi à Paris, dans les sous-sols de sa galerie d'art, un petit « musée de Beksiński » où il expose ses tableaux en permanence pendant les années 1989-1995, rue Quincampoix, près du Centre Pompidou.

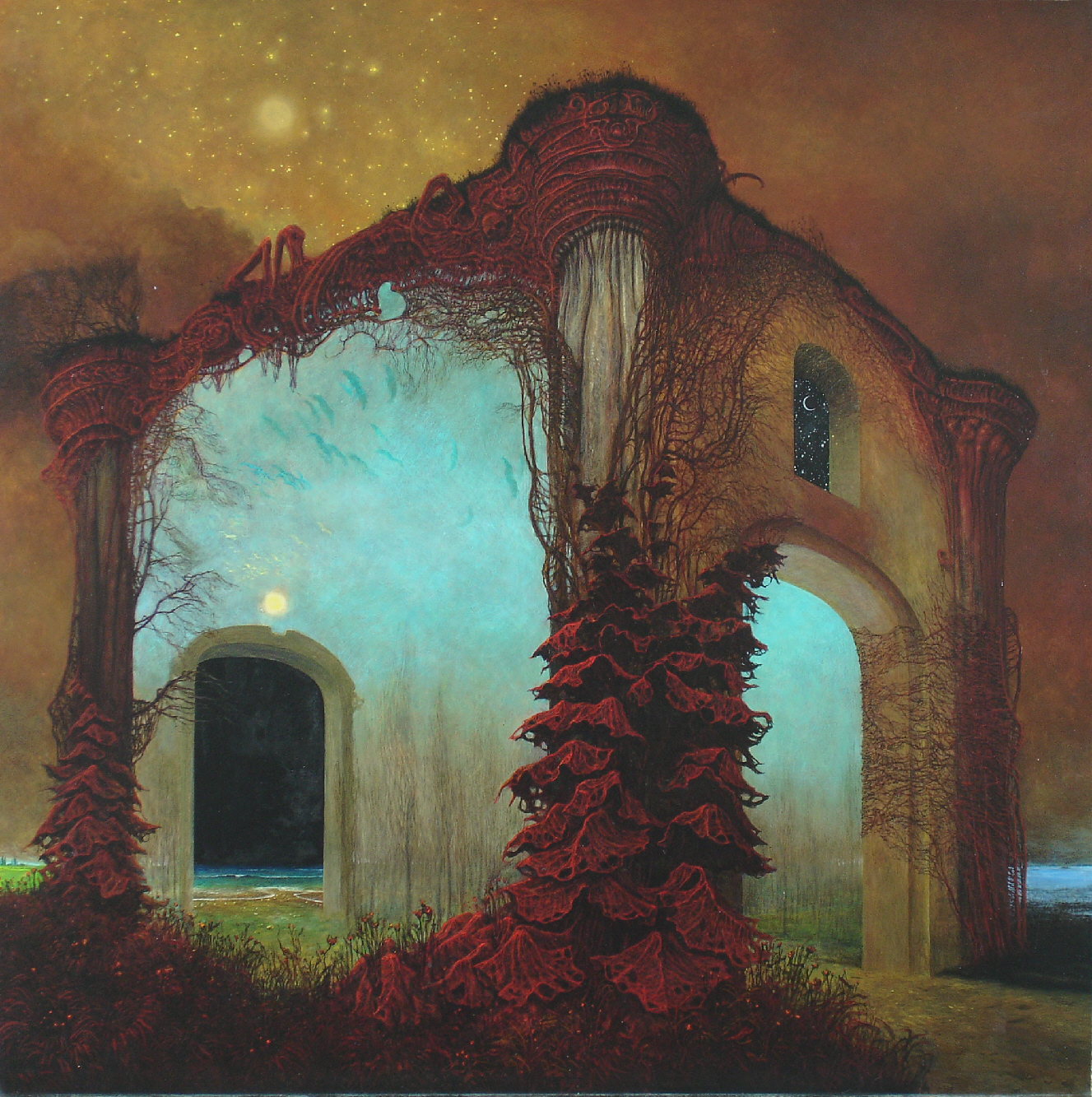
Une peinture de la période fantastique, AA78.

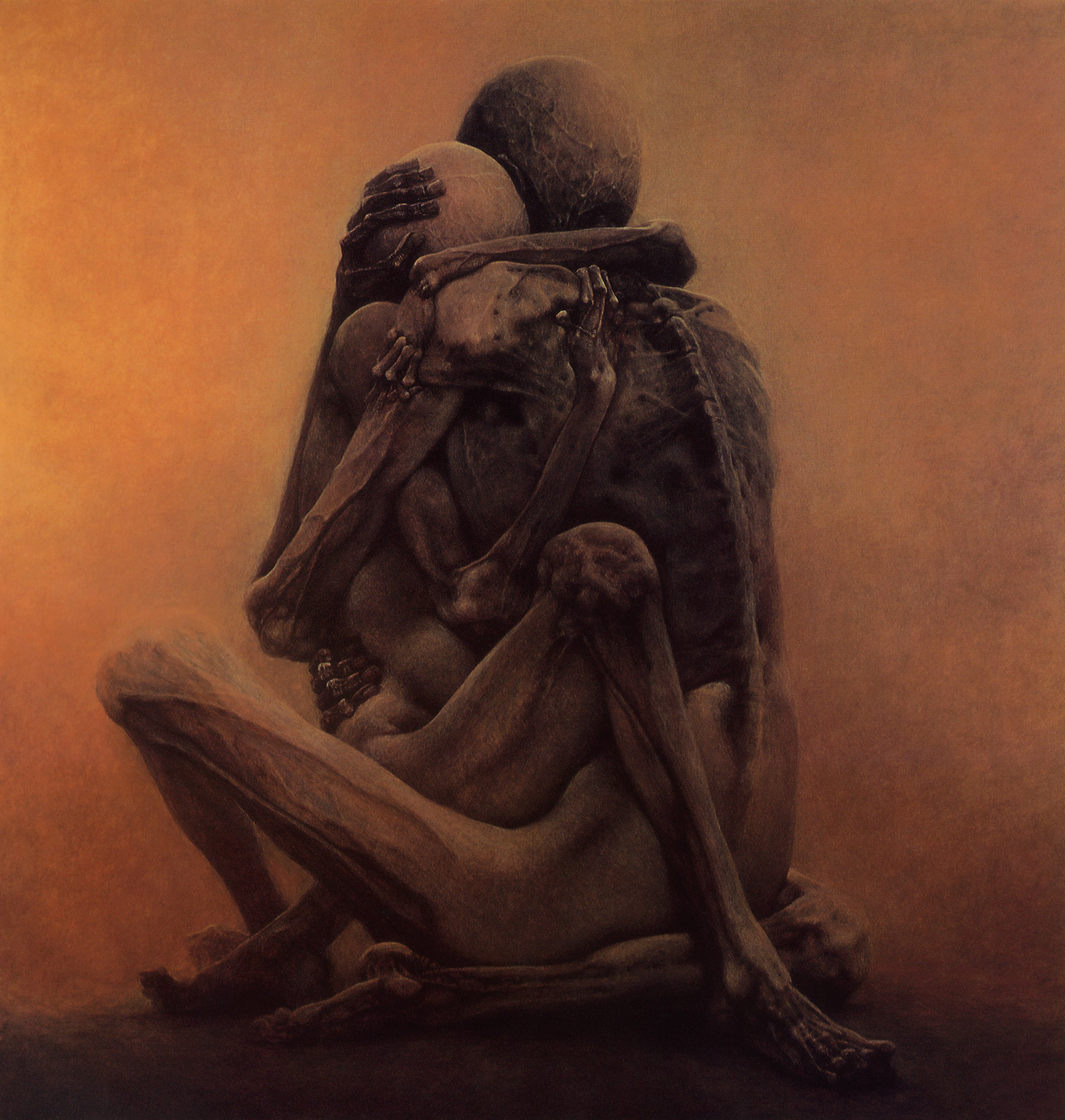

En 1977, Beksiński quitte Sanok et s'installe à Varsovie. Avant de déménager, il brûle plusieurs de ses tableaux dans l'arrière-cour de sa maison, sans en garder de traces photographiées. Il estime que certains de ces travaux sont « trop personnels » quand d'autres sont, selon lui, maladroits. Perfectionniste, il est capable de sacrifier plusieurs journées de travail et d'abandonner un tableau presque achevé pour en peindre dessus un tout autre s'il ne trouve pas le premier satisfaisant.
Les années 1980 représentent une période transitoire dans l’art de Beksiński, qui débouche à partir de 1990 environ sur une peinture moins colorée, réalisée sur fond plat, délaissant, au bénéfice d’un style plus dépouillé, les effets d’ombres et de lumières.
Au terme des années 1990, il va découvrir un nouveau champ d’exploration : les techniques conjuguées de la photocopie et de l’informatique. Tout en continuant la peinture et le dessin auquel il est revenu entre-temps, il réalise de nombreuses « gravures » et photomontages sur ordinateur.
D’après lui, ses toiles et ses dessins procèdent de deux tendances qu’il définit respectivement comme « baroque » et « gothique » ; la première ancrée aux représentations des sujets et à l’atmosphère est corrélée à sa période fantastique, la seconde, hantée par une quête de la pure forme, a précédé sa mort. 

### Principes de vie et de travail
Beksiński soutenait peindre à la manière d’un artiste abstrait, visité par le seul souci de la forme, de la composition et des équilibres entre les représentations. Mélomane érudit, il ne pouvait peindre sans écouter de la musique.
Toute sa vie, Beksiński a enregistré, sur magnétophone puis en vidéo, la vie de sa famille, matériau qui servira de base au film que lui consacrera, en 2016, Jan P. Matuszyński (The Last Family).
Il n'a jamais quitté la Pologne, jamais pris l’avion, ni jamais assisté aux vernissages de ses propres expositions. Il vivait cloîtré chez lui, là où il se sentait encore le plus à l’aise.

## Hommages
- (pl) L'artiste est mort. In memoriam Zdzisław Beksiński de Piotr Andrejew, KINO, n° 6/2005
- The Last Family (Ostatnia Rodzina), biopic sur la famille Beksiński, réalisé par Jan P. Matuszyński en 2016 basé sur les archives filmées par le peintre

### Sources
- Gazeta Wyborcza, an interview with Zdzisław Beksiński[source insuffisante]
- DmochowskiGallery.net (musée virtuel de Beksiński)